# Adygeya Avia
Adygheya Avia (Russisch: Авиалинии Адыгеи) was een Russische luchtvaartmaatschappij met haar thuisbasis in Majkop. Zij voerde passagiers- en vrachtcharters uit binnen Rusland.

## Geschiedenis
Adygheya Avia is opgericht in 1997 als opvolger van Aeroflots Majkop divisie. In 2009 werd de operatie gestaakt.

## Vloot
De vloot van Adygheya Avia bestond uit: (dec. 2009)
- 5 Antonov AN-24V
- 1 Antonov AN-26
- 34 Antonov AN-2